# Universitat de Lorena
La Universitat de Lorena (francès: Université de Lorraine) és una universitat francesa a la regió de la Lorena. Va ser creada el 2012 a partir de la fusió de les quatre universitats de Nancy i la de Metz. El 2020, comptava amb 60.000 estudiants.